# Wratislaw I von Fürstenberg

Stemma di famiglia

Wratislaw I von Fürstenberg (Praga, 31 gennaio 1584 – Vienna, 10 luglio 1631) è stato un militare ceco.

## Biografia
Il conte Wratislaw discendeva dalla stirpe della famiglia principesca von Fürstenberg, nella Germania meridionale. Era figlio del conte Alberto I von Fürstenberg (1557-1599).
Ricevette la sua educazione a Praga. In seguito iniziò la carriera militare e imparò l'arte della guerra nei Paesi Bassi. Servì sotto Ambrogio Spinola dalla parte spagnola nella guerra contro i Paesi Bassi. Alla corte dell'infanta Isabella Clara Eugenia d'Asburgo di Spagna ricevette incarichi e riconoscimenti. Re Filippo III di Spagna lo accettò nell'Ordine del Toson d'oro nel 1617. Raggiunse il grado di colonnello di fanteria.
Nel 1619 servì l'imperatore come inviato a Parigi. Contribuì a far sì che la Francia restasse fuori dall'inizio della guerra dei trent'anni. Un memorandum da lui scritto su questioni politiche è apparso sulla stampa. In seguito intraprese con successo un viaggio diplomatico in Spagna, che terminò nel 1621. Come ringraziamento per i suoi servizi, ricevette i beni confiscati a Mšec in Boemia. Ferdinando II d'Asburgo lo nominò membro del consiglio privato. Fu altresì presidente del Consiglio aulico.

## Discendenza
Wratislav si sposò tre volte: 
- nel 1608 con Margarethe von Croy, dalla quale non ebbe figli;
- nel 1615 con Katharina Livia de la Verdetierra (o de la Vierda Tiera) nel 1615, che portò al matrimonio una cospicua dote e morì il 1º luglio 1627 a Bruxelles.[1]. Loro figlio fu:
  - Alberto II (1619 - all'assedio di Hohentwiel 8 ottobre 1640), tenente colonnello. Per il suo corpo il comandante di questa fortezza, Konrad Widerholt, chiese un riscatto di 300 ducati, che ricevette anche dai parenti;[2]
- il 17 dicembre 1628 con Lavinia Tecla (1607–1639), figlia di Camillo II Gonzaga, conte di Novellara. Loro figli furono: 
  - Eleonora Katharina (1630–18 febbraio 1670), che sposò il 14 febbraio 1649 il conte Francesco Guglielmo I von Hohenems (1628-1662)[3]
  - Franz Wratislaus (1631–1641).